# Piet Van Brabant
Pour les articles homonymes, voir Van Brabant.
Piet Van Brabant, né à Schaerbeek le 11 mars 1932 et mort à Jette le 6 juillet 2006, est un journaliste belge.

## Biographie
Après ses études de docteur en droit, il devint rédacteur politique et ensuite éditorialiste principal en chef auprès du journal néerlandophone Het Laatste Nieuws.  Il y entra en service en 1958 et y resta durant 33 années. Ensuite il continua à publier pour le journal Het Volksbelang.  Durant toute cette période il fut un fervent défenseur de la tolérance.
Son père était le poète Luc Van Brabant qui appartenait plutôt au groupe socialiste.  Piet Van Brabant était devenu libéral durant ses études à Gand.
Il était un défenseur de la cause flamande ainsi qu'un des moteurs de la Ligue libérale flamande (Liberaal Vlaams Verbond - L.V.V.) pour laquelle il devint secrétaire-général en 1960. 
Il fut également membre de l'association estudiantine le 't Zal Wel Gaan.
Par ailleurs, il était également connu comme franc-maçon (loge de Jean van Ruysbroeck à Bruxelles).  En 1979, il s'orienta vers la Grande Loge régulière de Belgique qu'il aida à constituer et dont il fut un des rares membres connus. Il fut d'ailleurs le premier grand maître adjoint de cette obédience[réf. nécessaire].
Après sa mise en retraite du journal Het Laatste Nieuws, il écrivit plusieurs ouvrages sur la franc-maçonnerie[réf. nécessaire]. 
Il mourut à l'âge de 74 ans à Jette.

## Publications
- (nl) De Vrijmetselaars: reguliere loges in België (1990), Uitgeverij Hadewijch,  (ISBN 90-5240-058-X)
- (nl) Lexicon van de Loge, handboek voor vrijmetselaars (1993), Uitgeverij Hadewijch,  (ISBN 90-5240-191-8)
- (nl) In het hart van de Loge: Riten, symbolen en inwijdingen (1995), Uitgeverij Hadewijch,  (ISBN 90-5240-323-6)
- (nl) P. Van Brabant, W. Blomme, Als een vuurtoren, 85 jaar Liberaal Vlaams Verbond, (1998) Liberaal Archief
- (nl) De Christelijke wortels van de Vrijmetselarij (2001), Uitgeverij Houtekiet,  (ISBN 90-5240-626-X)
- (nl) De Vrijmetselarij in Nederland en Vlaanderen (2003), Uitgeverij Houtekiet,  (ISBN 90-5240-714-2)
- (nl) De spiritualiteit van de Vrijmetselaar (2006), Uitgeverij Houtekiet,  (ISBN 90-5240-889-0)

## Référence
- (nl) Cet article est partiellement ou en totalité issu de l’article de Wikipédia en néerlandais intitulé « Piet van Brabant » (voir la liste des auteurs).